# ハルビン西駅
ハルビン西駅（哈爾浜西駅、ハルビンにしえき、簡体字中国語: 哈尔滨西站）は、中華人民共和国黒龍江省哈爾濱市南崗区にある、中国鉄路総公司（CR）とハルビン地下鉄の駅。隣の哈爾濱駅と共に特等駅である。2012年12月1日に開業した。

## 利用可能な鉄道路線
中国鉄路総公司（CR）
京哈線
哈大旅客専用線
ハルビン地下鉄
■3号線

## 歴史
- 2012年12月1日：哈大旅客専用線開業に合わせて中国鉄路総公司の駅として開業[2]。
- 2017年1月26日：ハルビン地下鉄3号線が開業。

## 駅構造

### 中国鉄路総公司
10面22線を有する地上駅で、橋上駅舎を有する。

### ハルビン地下鉄
地下3階構造。B3Fのホームは島式1面2線構造をしており、B2Fに改札口がある。

## 脚註
1. ↑  “哈大高铁开通 我国“四纵四横”铁路网主骨架获重要进展 - 新华时政 - 新华网”. www.xinhuanet.com. 2025年2月22日閲覧。
2. ↑  哈大高铁12月1日开通运营(图)